# 埃姆斯政令

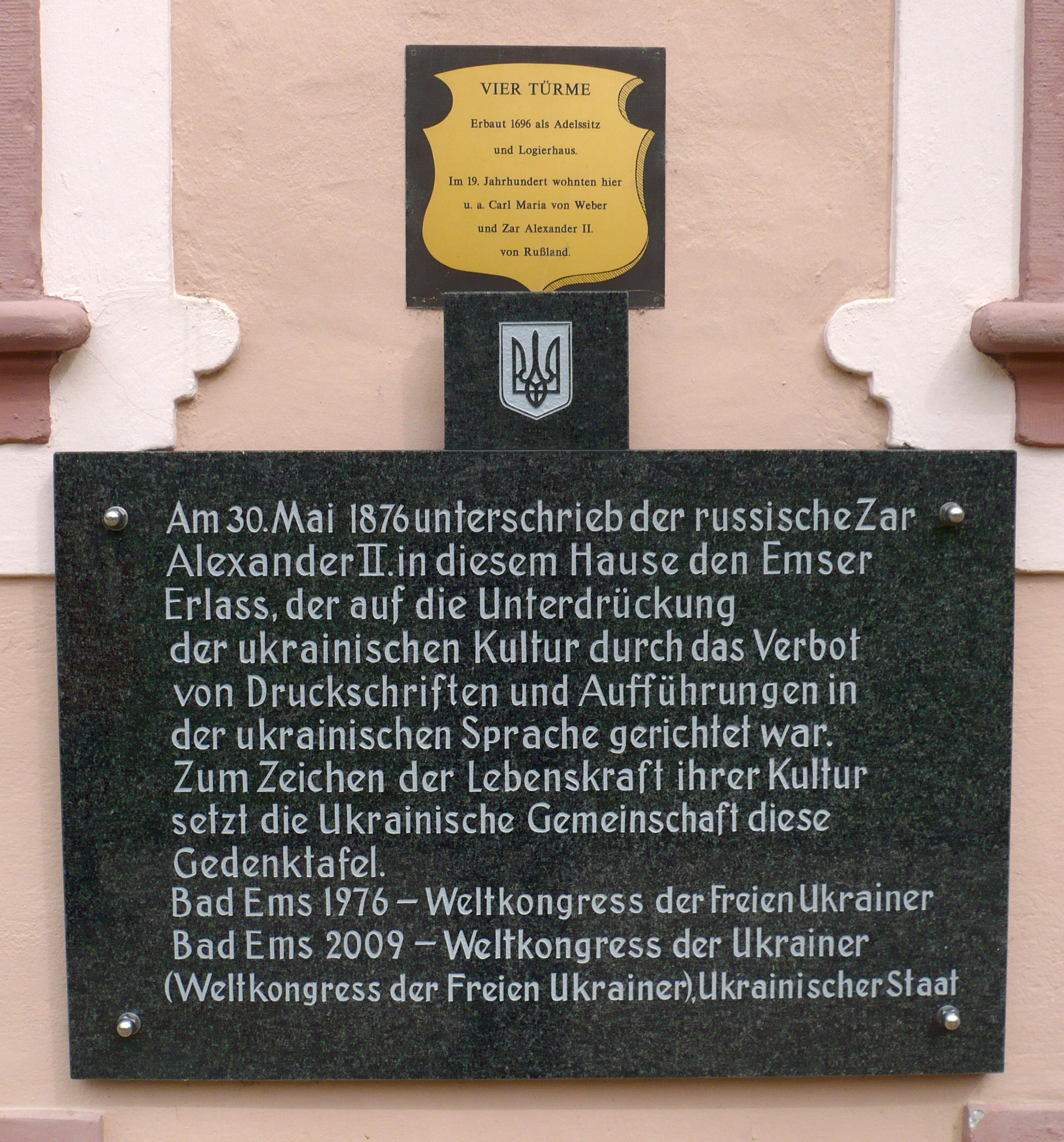
埃姆斯政令，巴特埃姆斯

埃姆斯政令（羅馬化：Emskiy ukaz，羅馬化：Emskyi ukaz）是俄罗斯帝国皇帝亚历山大二世于1876年签署的一部秘密法令，内容为禁止使用乌克兰语印刷出版物，除非是重印旧的出版物。法令还禁止乌克兰语出版物的进口，以及禁止乌克兰语的戏剧和演讲。法令得名于德国城市巴特埃姆斯，并在此地颁布。
1881年，新沙皇亚历山大三世修改了法令，乌克兰语歌词和词典被允许使用，但潘特雷蒙正字法的乌克兰语字母表仍然被禁止，相关出版物必须使用俄语字母拼写乌克兰语。这种畸形的用法被一些乌克兰人贬低为「雅里日卡」（Ярижка，烏克蘭語：[jɐˈrɪʒkɐ]）。乌克兰语的戏剧和幽默歌曲的表演可以得到地方当局的批准，但是不能建立只使用乌克兰语的剧院和剧团。禁令在修改後，效力維持了二十四年。